# Ben Stephens
Benjamin Milton Stephens, detto Ben (27 novembre 1916 – St. Thomas, 6 aprile 1966), è stato un cestista statunitense, professionista nella NBL.

## Palmarès
- NBL Rookie of the Year (1940)
- NBL Most Valuable Player (1941)
- 3 volte All-NBL First Team (1940, 1941, 1942)
- Miglior marcatore NBL (1941)